# Glenea elegantissima
Glenea elegantissima là một loài bọ cánh cứng trong họ Cerambycidae.